# Дідик Петро Миколайович
Петро Миколайович Ді́дик (14 липня 1960 с. Боратин, Радивилівського району Рівненської області — 1 травня 2015, Заліщики) — український і радянський футболіст, український футбольний тренер і спортивний функціонер. Майстер спорту України (1997).

## Ігрова кар'єра
Грав за:
- професійні команди «Кристал» Чортків, «Галичина» Дрогобич, «Дністер» Заліщики, «Іртиш» Павлодар, «Тобол» Костанай (обидві останні — Казахстан)
- аматорські «Сокіл» Львів, «Нива» Підгайці, «Нива» Бережани, «Дністер» Заліщики.

Володар Кубка України (1980). Чемпіон Казахстану у складі «Іртишу»
В 2005-2014 тренував заліщицький «Дністер».

## Смерть
1 травня 2015 року близько опівночі в Заліщиках на вулиці С. Бандери трапилася дорожньо-транспортна пригода — зіткнення автомобіля «Нива Шевроле», яким керував 53-річний водій, мешканець Заліщиків, та «Рено Кенго» (за кермом — 27-річний водій із Чернівецької області). Внаслідок даної автопригоди пасажир автомобіля «Нива» Петро Дідик від отриманих травм помер у Заліщицькій районній лікарні.